# 显胜门景区
显胜门景区，是位於浙江省樂清市西部的一個景區，位于雁荡山北部，高耸两百米的两岩间距仅数米，有“天下第一门”之称，外有明代的南阁牌楼群。明朝禮部尚書黄绾记载显胜门“仰视巨石两高数百丈，上覆复合，中空一线仅尺许，人可数百步，如丹阙开阖于层霄缥缈间。”